# Íshwara
Íshwara (sánscrito: ईश्वर, ISO-15919: Īśvara) o Eshwara es un concepto en el hinduismo, con una amplia gama de significados que dependen de la época y la escuela del hinduismo. En los textos antiguos de la filosofía hindú, dependiendo del contexto, Ishvara puede significar Ser supremo, gobernante, señor, rey, reina o marido. En los textos hindúes de la época medieval, dependiendo de la escuela del hinduismo, Ishvara significa Dios, Ser Supremo, Dios personal o Self especial.
Ishvara es principalmente un epíteto de Señor Shiva. En el Shaivismo y para la mayoría de los hindúes, Ishvara es sinónimo de Shiva. Para muchos Vaishnavitas, también es sinónimo de Vishnu como Venkateshwara. En los movimientos Bhakti tradicionales, Ishvara es una o más deidades de la preferencia de un individuo (Iṣṭa-devatā) del canon politeísta de deidades del hinduismo. En los movimientos sectarios modernos como Arya Samaj y Brahmoismo, Ishvara toma la forma de un Dios monoteísta. En la escuela Yoga del hinduismo, es cualquier "deidad personal" o "inspiración espiritual".

## Etimología
La raíz de la palabra Ishvara viene de īś- (ईश, Ish) que significa "capaz de" y "dueño, gobernante, jefe de". La segunda parte de la palabra Ishvara es vara, que significa, según el contexto, "mejor, excelente, hermoso", "elección, deseo, bendición, bendición, regalo", y "pretendiente, amante, el que solicita una chica en matrimonio". La palabra compuesta, Ishvara significa literalmente "dueño de lo mejor, lo bello", "gobernante de las elecciones, bendiciones, bendiciones", o "jefe de los pretendientes, amante".
Como concepto, Ishvara en los textos sánscritos antiguos y medievales significa de diversas maneras Dios, Ser Supremo, Ser Supremo, Señor Shiva, un rey o un gobernante, un marido, el dios del amor, uno de los Rudras y el número 'once'.
La palabra Īśvara no aparece en el Rigveda. Sin embargo, el verbo īś- sí aparece en el Rig veda, donde el contexto sugiere que su significado es "capaz de, capaz de". Está ausente en el Samaveda, es raro en el Atharvaveda, pero aparece en el Samhitas del Yajurveda. El significado contextual, sin embargo, como explica el antiguo gramático indio Pāṇini, no es ni dios ni ser supremo.
La palabra Ishvara aparece en numerosos Dharmasutras antiguos. Sin embargo, Patrick Olivelle afirma que allí Ishvara no significa Dios, sino que significa Vedas. Deshpande afirma que Ishvara en los Dharmasutras podría significar alternativamente rey, con el contexto afirmando literalmente que los Dharmasutras son tan importantes como Ishvara (el rey) en asuntos de importancia pública".
El término se utiliza como parte de los compuestos Maheshvara ("El Gran Señor") y Parameshvara ("El Señor Supremo") como nombres del Señor Shiva. En el Budismo Mahayana se utiliza como parte del compuesto "Avalokiteśvara" ("señor que escucha los gritos del mundo", pero véase sección de etimología allí), el nombre de un bodhisattva venerado por su compasión. Cuando se refiere a lo divino como femenino, particularmente en el Shaktismo, a veces se utiliza el femenino IAST: Īśvarī.
En la escuela Advaita Vedanta, Ishvara es un Absoluto Universal monista que conecta y es la Unidad en todos y en todo.

### Nombres relacionados
- Íshuarí: femenino de Íshuara, que se utiliza particularmente en el shaktismo;
  - īśvarī, en el sistema AITS (alfabeto internacional de transliteración sánscrita);
  - ईश्वरी, en letra devanagari.
- Īswara, en idioma malayo.
- Phra Isuan, en tailandés.

## Escuelas de pensamiento
Entre los seis sistemas de filosofía hindú, Samkhya y Mimamsa no consideran relevante el concepto de Ishvara, es decir, un ser supremo. Las escuelas Yoga, Vaisheshika, Vedanta y Nyaya del hinduismo hablan de Ishvara, pero le asignan diferentes significados.
Desmarais afirma que Isvara es un concepto metafísico en los Yogasutras. No menciona a la deidad en ninguna parte, ni menciona ninguna práctica devocional (Bhakti), ni da a Ishvara características típicamente asociadas a una deidad. En la escuela de yoga del hinduismo, afirma Whicher, Isvara no es ni un Dios creador ni el Absoluto universal de la escuela Advaita Vedanta del hinduismo. Whicher también señala que algunas subescuelas teístas de la filosofía Vedanta del hinduismo, inspiradas en la escuela del Yoga, explican el término Ishvara como el "Ser Supremo que gobierna el cosmos y los seres individuados". Malinar afirma que en las escuelas de Samkhya-Yoga del hinduismo, Isvara no es un Dios creador, ni un Dios salvador.
Zimmer en su libro de filosofías indias de 1951 señaló que las subescuelas Bhakti se refieren a Isvara como un Señor Divino, o la deidad de la subescuela Bhakti específica. Los movimientos sectarios modernos han enfatizado a Ishvara como Señor Supremo; por ejemplo, el movimiento Hare Krishna considera a Krishna como el Señor, el movimiento del Brahmoismo influenciado por los movimientos cristianos e islámicos en la India probablemente conceptualiza a Ishvara como un Señor monoteísta todopoderoso (Brahma). En las subescuelas teístas tradicionales del hinduismo, como el Vishishtadvaita Vedanta de Ramanuja y el Dvaita Vedanta de Madhva, Ishvara se identifica como el Señor Vishnu/Narayana, que es distinto del prakriti (mundo material) y purusha (el Ser).
Radhakrishnan y Moore afirman que estas variaciones en el concepto de Ishvara son coherentes con la noción de Dios personal del hinduismo, donde se estiman los ideales o la manifestación de los valores más elevados del Ser del individuo. Riepe, y otros, afirman que las escuelas del hinduismo dejan al individuo la libertad y la elección de conceptualizar a Ishvara de la manera significativa que desee, ya sea en forma de "deidad de su elección" o "sin forma Brahman (Realidad Absoluta, Principio Universal, verdadero Yo especial)".

### En el Samkhya
Samkhya es llamada una de las principales escuelas ateas de la filosofía hindú por algunos estudiosos. Richard Garbe (2013), Die Samkhya-Philosophie, Indische Philosophie Volume 11, ISBN 978-1484030615, páginas 25-27 (en alemán)</ref> Otros, como Jacobsen, creen que el Samkhya se describe con más precisión como no teísta. Sin embargo, otros sostienen que el Samkhya ha sido teísta desde sus inicios hasta la época medieval. Isvara se considera un concepto irrelevante, ni definido ni negado, en la escuela Samkhya de la filosofía hindú.

### En el Yoga
Los Yogasutras de Patanjali, el texto fundacional de la escuela Yoga del hinduismo, utiliza el término Ishvara en 11 versos: I.23 a I.29, II.1, II.2, II.32 y II.45. Desde la publicación del Sutra, los eruditos hindúes han debatido y comentado sobre quién o qué es Isvara. Estos comentarios van desde la definición de Isvara de un "dios personal" a un "yo especial" a "cualquier cosa que tenga significado espiritual para el individuo". Whicher explica que mientras los versos escuetos de Patanjali pueden interpretarse tanto como teístas como no teístas, El concepto de Patanjali de Isvara en la filosofía del Yoga funciona como un "catalizador transformador o guía para ayudar al yogui en el camino de la emancipación espiritual".
Patanjali define Isvara (Sánscrito: ईश्वर) en el verso 24 del Libro 1, como "una forma especial de uno mismo (पुरुषविशेष, puruṣa-viśeṣa)",
Sánscrito: क्लेश कर्म विपाकाशयैरपरामृष्टः पुरुषविशेष ईश्वरः 

– Yoga Sutras I.24
Este sutra de la filosofía del yoga del hinduismo añade las características de Isvara como ese Ser especial que no se ve afectado (अपरामृष्ट, aparamrsta) por los propios obstáculos/dificultades (क्लेश, klesha), las circunstancias de uno creadas por acciones pasadas o actuales (कर्म, karma), los frutos de la vida de uno (विपाक, vipâka), y las disposiciones/intenciones psicológicas de uno (आशय, ashaya).
El concepto de Isvara de Patanjali no es ni un Dios creador ni el Absoluto universal de la escuela Advaita Vedanta del hinduismo.

### En la escuela Vaisesika del hinduismo
La escuela Vaiśeṣika del hinduismo, fundada por Kanada en el primer milenio a. C., no requería ni se basaba en Ishvara para su filosofía del naturalismo atomista. Para ella, las sustancias y los paramāṇu (átomos) eran eternos; se movían e interactuaban basándose en las leyes impersonales y eternas del adrsta (अदृष्ट, invisible) de la naturaleza. El concepto de Ishvara, entre otros, entró en la escuela Vaisheshika muchos siglos después, en el primer milenio de nuestra era. Esta evolución en las ideas pretendía explicar cómo y por qué sus llamados "átomos" tienen un orden y proporciones particulares. Estos antiguos eruditos Vaiśeṣika de la época posterior conservaron su creencia de que las sustancias son eternas, y añadieron a Ishvara como otro eterno que también es omnisciente y omnipresente (no omnipotente). Ishvara no creó el mundo, según esta escuela de eruditos hindúes, sino que sólo creó leyes invisibles que operan el mundo y luego se vuelve pasivo y deja que esas leyes universales ocultas hagan lo suyo. Así, el Ishvara de Vaisheshika refleja el Deus otiosus del Deísmo. El Ishvara de la escuela Vaisheshika, afirma Klaus Klostermaier, puede entenderse como un Dios eterno que coexiste en el universo con sustancias y átomos eternos, pero que "da cuerda al reloj, y lo deja seguir su curso".

### En Nyaya
Los primeros eruditos de la escuela Nyaya consideraban la hipótesis de Ishvara como un Dios creador con el poder de conceder bendiciones, bendiciones y frutos. Sin embargo, los primeros eruditos de la escuela Nyaya rechazaron esta hipótesis, aunque no la existencia de Dios en sí, y fueron no teístas. Con el tiempo, la escuela Nyaya se convirtió en una de las más importantes defensoras del teísmo en la filosofía hindú.
En el Libro 4 del Nyayasutra, el Capítulo 1 examina que causa la producción y la destrucción de entidades (vida, materia) en el universo. Analiza numerosas hipótesis, incluida Ishvara. Los versos 19–21, postulan que el Ishvara existe y es la causa, afirma una consecuencia del postulado, luego presenta evidencia en contrario, y de la contradicción concluye que el postulado debe ser inválido.

सिद्धान्तसूत्र : ईश्वरः कारणम्, पुरुषकर्माफल्यदर्शनात्

पूर्वपक्षसूत्र : न, पुरुषकर्माभावे फ्लानिष्पत्तेः

सिद्धान्तसूत्र : तत्कारितत्वादहेतुः

Sutra de proposición: Ishvara es la causa, dado que se observa que a veces la acción humana no produce frutos (resultados).

Sutra de objeción Prima facie: Ello no es así, ya que de hecho, ningún fruto es obtenido sin que el ser humano haya realizado una acción.

Sutra de Conclusión: No es así, ya que está influenciado por él.
Nyaya SutraIV.1.19 - IV.1.21

Siglos más tarde, el erudito de la escuela Nyaya del siglo V d. C., Prastapada, retomó la premisa de Ishvara. Fue seguido por Udayana, quien en su texto Nyayakusumanjali, interpretó "eso" en el verso 4.1.21 del Nyaya Sutra anterior, como "acción humana" y "él" como "Ishvara", luego desarrolló contra argumentos para probar la existencia de Ishvara. Al desarrollar sus argumentos, definió intrínsecamente a Ishvara como causa eficiente, omnipotente, omnisciente, infalible, dador de dones, capacidad y significado para la humanidad, creador divino del mundo así como de los principios morales, y el poder invisible que hace funcionar la doctrina del karma.

### En Mimamsa
Mīmāṃsā los estudiosos del hinduismo se preguntan qué es Ishvara (Dios)? Utilizaron sus herramientas pramana para rebatir las respuestas ofrecidas por otras escuelas del hinduismo. Por ejemplo, cuando los eruditos Nyaya afirmaban que Dios es omnipotente, omnisciente e infalible, que el mundo es el resultado de la creación de Dios que se demuestra por la presencia de criaturas, al igual que el trabajo humano demuestra la existencia humana, los eruditos Mimamsa preguntaban, ¿por qué este Dios crea el mundo, por qué razón? Además, añadieron, no puede ser por el amor de Ishvara a los seres humanos porque este mundo -si Ishvara lo creó- es imperfecto y los seres humanos sufren en él. Los eruditos mimamsa del hinduismo plantearon numerosas objeciones a cualquier definición de Ishvara junto con sus premisas, deconstruyeron las justificaciones ofrecidas y consideraron que el concepto de Ishvara era innecesario para una filosofía y moksha (soteriología) coherentes.

## Descripción

### En el hinduismo
Se utiliza en un sentido monoteísta (refiriéndose al único dios), o como un mero ishta-deva (‘deidad adorable’, la adoración a una estatua como representación de un dios inmanente y abstracto) en un sentido monista (que afirma que Dios y las almas son lo mismo).
Íshwara también se usa para designar a un ‘señor’ en sentido mundano (a cualquier propietario poderoso, o rey).
Ese uso también se encuentra en idioma inglés.
Otra manera genérica de dirigirse a Dios en el hinduismo es Bhagaván (‘que posee opulencias’).
En las doctrinas hinduistas
Entre las seis doctrinas hinduistas, tanto sankhia como mimamsa no creen en el concepto de un íshwara controlador supremo.
En cambio sí creen en él las cuatro doctrinas monoteístas: yoga, vaisheshika, vedanta y niaia.

### En el budismo
En el budismo, el término ishuará está representado por ejemplo como Avalokitéshuara, que significa un ser poderoso aunque no omnipotente.